# NGC 431
NGC 431 (również PGC 4437 lub UGC 776) – galaktyka soczewkowata (SB0), znajdująca się w gwiazdozbiorze Andromedy. Odkrył ją John Herschel 22 listopada 1827 roku.